# Thelma Ritter
Thelma Ritter (Brooklyn, Nova Iorque, 14 de fevereiro de 1902 – Nova Iorque, Nova Iorque, 5 de fevereiro de 1969) foi uma atriz estadunidense de cinema, televisão e teatro.

## Biografia
Ritter nasceu no Brooklyn, em Nova Iorque. Após atuar em peças no ensino médio, ela estudou na American Academy of Dramatic Arts (Academia Americana de Artes Dramáticas). Ela então começou a atuar no teatro, mas decidiu dar uma pausa na carreira para criar os dois filhos que teve com o executivo de marketing Joseph Moran. No início da década de 1940, Ritter reassumiu a carreira no rádio.
Ritter atuou no teatro e no rádio no início da carreira, sem causar grande impacto. O primeiro filme dela foi Miracle on 34th Street (1947), onde interpreta uma mãe frustrada por não encontrar o presente que Kris Kringle prometeu a seu filho. A atriz sequer apareceu nos créditos do filme por sua rápida participação. Seu segundo papel foi em A Letter to Three Wives (1949), do diretor-roteirista Joseph L. Mankiewicz, mas novamente seu nome não apareceu nos créditos.
Mankiewicz manteve Ritter na memória e a escalou para All About Eve, seu filme seguinte. Por sua interpretação no filme, Ritter recebeu uma indicação ao Oscar de melhor atriz coadjuvante, o que elevou sua popularidade. No ano seguinte, a atriz foi novamente indicada ao prêmio de melhor atriz coadjuvante por sua performance em The Mating Season (1951), um clássico do gênero conhecido como screwball comedy. No mesmo período, ela apareceu em episódios de seriados antológicos como Alfred Hitchcock Presents, General Electric Theater e The United States Steel Hour.
Em sua carreira, Ritter recebeu seis indicações ao Oscar (todas na categoria de atriz coadjuvante), o que faz dela a atriz com o maior número de indicações sem jamais ter ganhado o prêmio, ao lado de Deborah Kerr e Glenn Close. O ator com mais indicações sem jamais ter ganhado é Peter O'Toole. Entretanto, Keer e O'Toole receberam prêmios honorários, ao contrário de Ritter. Ela co-apresentou a cerimônia em 1954, junto com Bob Hope.
Ritter faleceu de ataque cardíaco em 5 de fevereiro de 1968, logo após uma aparição no programa de televisão de Jerry Lewis. A atriz completaria 64 anos apenas nove dias depois de sua morte.

## Filmografia Parcial
- Miracle on 34th Street (1947)
- Call Northside 777 (1948)
- A Letter to Three Wives (1949)
- Perfect Stranges (1950)
- All About Eve (1950)
- The Mating Season (1951)
- The Model and the Marriage Broker (1951)
- As Young As You Feel (1951)
- Titanic (1953)
- Pickup on South Street  (1953)
- Rear Window (1954)
- Daddy Long Legs (1955)
- The Proud and Profane (1956)
- A Hole in the Head (1959)
- Pillow Talk (1959)
- The Misfits (1961)
- Birdman of Alcatraz (1962)
- How the West Was Won (1962)
- For Love or Money (1963)
- Move Over, Darling (1963)
- Boeing Boeing (1965)

## Prêmios e indicações

#### Oscar
| Ano  | Categoria                | Indicação               | Notas    |
| ---- | ------------------------ | ----------------------- | -------- |
| 1950 | Melhor Atriz Coadjuvante | All About Eve           | Indicada |
| 1951 | Melhor Atriz Coadjuvante | The Mating Season       | Indicada |
| 1952 | Melhor Atriz Coadjuvante | With a Song in My Heart | Indicada |
| 1953 | Melhor Atriz Coadjuvante | Pickup on South Street  | Indicada |
| 1959 | Melhor Atriz Coadjuvante | Pillow Talk             | Indicada |
| 1962 | Melhor Atriz Coadjuvante | Birdman of Alcatraz     | Indicada |